# Jacques Pills
Jacques Pills (Tulle, França, 06 de março de 1906 - 12 de setembro de 1970), nascido René Victor Eugène Ducos, foi um cantor e ator francês. o seu empresário foi Bruno Coquatrix.  
Em 1959 foi o  primeiro representante do Mónaco no Festival Eurovisão da Canção com a canção "Mon ami Pierrot". A canção terminou em último lugar, dem 11.º lugar, tendo recebido apenas um ponto.  Ele é o pai cantora Jacqueline Boyer, que venceria o Festival Eurovisão da Canção 1960 pela França..  
Ele casou-se com Lucienne Boyer em 1939 e divorciaram-se em 1951. Em 20 de setembro de 1952, ele casou-se com a famosa cantora Édith Piaf. Contudo, este último casamento terminou em 1956 num divórcio.

## Filmografia
- 1954 - Boum sur Paris
- 1949 - Une femme par jour
- 1945 - Seul dans la nuit
- 1945 - Marie la Misere
- 1942 - Pension Jonas
- 1936 - Toi, c'est moi
- 1936 - Prends la route
- 1934 - Princesse Czardas
- 1933 - Mademoiselle Josette, ma femme